# Bethaniakirken (Aalborg)
Bethaniakirken ligger i Aalborg og er en evangelisk frikirke, som er medlem af Evangelisk Frikirke Danmark. Menigheden er grundlagt i 1887 og har i foråret 2012 kunne fejre sit 125 års jubilæum. 
Kirken blev stiftet den 4. april 1887 med 80 medlemmer under navnet ”Aalborg Kirkelige Missionsforening” og består i dag af ca. 250 medlemmer. 